# Mischa Mang
Mischa Mang (* 29. Oktober 1966) ist ein deutscher Sänger, Schauspieler und Musicaldarsteller.

## Leben
Mang begann seine Ausbildung an der Hochschule der Künste Berlin und erhielt ein Stipendium der Hochbegabtenstiftung. 1998 erhielt er das Diplom zum Musicaldarsteller. Noch vor seiner Ausbildung spielte er in Hair in Glasgow die Rolle des Berger. Er spielte in Ödipus am Hebbeltheater in Berlin und als Solist am Theater des Westens in Make Love not War. Bei den Bad Hersfelder Festspielen spielte Mang unter der Intendanz von Volker Lechtenbrink den Eddie in der Rocky Horror Show. Den Judas in Jesus Christ Superstar spielte er bei den Gandersheimer Domfestspielen und im Opernhaus Chemnitz. Weiter war er 2003 Mitglied des deutschen Premieren-Cast von AIDA, wo er als Radames, Zoser und Pharao zu erleben war. Mit dem Queen-Musical We will rock you feierte er im Dezember 2004 Deutschlandpremiere in Köln und spielte dort Bob sowie Khashoggi und Dieter. Regie führte Ben Elton.
2005 brachte er mit der Prog-Metal-Band Ivanhoe das Album Walk in Mindfields heraus. 2006 veröffentlichte er seine deutsche Solo-CD Provocatio. Zur selben Zeit gab er abermals den Berger in Hair in einer Produktion der Oper Leipzig. Im Anschluss daran spielte er den Judas in Jesus Christ Superstar bei den Burgfestspielen Jagsthausen. daneben trat er im Sommer 2006 regelmäßig mit We Rock! auf. Ende 2006 gehörte Mang ein weiteres Mal zur We Will Rock You Premierencast, dieses Mal im Theater 11 in Zürich, Schweiz. Dort spielte er den Göla als Erstbesetzung sowie Khashoggi und Polo als Cover. Im Herbst 2007 ging Mischa als Sänger der Band „Dreamscape“ als support von „Sieges Even“ (Deutschland, Österreich, Schweiz, Belgien) auf Tour. Im Dezember 2007 hatte im Staatstheater Saarbrücken das Musical Jekyll & Hyde mit Mang in der (Doppel)Hauptrolle Premiere. Im Jahr darauf gab Mang in Saarbrücken in Frank Nimsgerns Ring den Zwerg Alberich.
Anfang 2008 folgte mit „Dreamscape“ dann die große Europa-Tour als Support von Symphony X.
2008 erschien die CD Lifeline seiner Progressive-Metal-Band Ivanhoe. Im Sommer 2009 war Mang Judas in Jesus Christ Superstar der Thunerseespiele, danach in der Titelrolle der Welt-Uraufführung von Nimsgerns Musical Phantasma am Staatstheater Saarbrücken bis Ende 2010. Anfang 2011 spielte er die Rolle des Scarlet Pimpernel in Scarlet Pimpernel in Schwäbisch Gmünd, wonach er am Ronacher an den VBW die Rolle des Judas übernahm. 2011 erschien auch seine zweite Solo-CD Endlich Kresse. Im Sommer 2011 spielte er abermals den Judas bei den Tecklenburger Festspielen sowie alternierend Curtis Shank und Joey in der Premierenbesetzung von Sister Act an den VBW in Wien. Nach der Sommerpause übernahm Mischa Mang von Drew Sarich bis zum Ende der Spielzeit die Erstbesetzung.
2013 erschien Systematrix mit Ivanhoe. In der Rolle des alternierenden Shank war Mischa Mang im Anschluss auch in Stuttgart zu sehen. Ab 2013 war er als Erstbesetzung der Rolle Curtis Jackson in Sister Act im Metronom Theater in Oberhausen zu sehen.
2014 erschien sein 3. Soloalbum Elephantus, das dann auf einer kleinen Deutschland Tour vorgestellt wurde. 2015 übernahm er bei den Zwingenberger Schlossfestspielen abermals die Rolle des Judas in Jesus Christ Superstar und in der Premierenbesetzung den Schiedsrichter in Chess an der Oper Chemnitz. 2016 war Judas in Schwäbisch Hall. Für die Berlin-Premiere von Sister Act im Stage Theater des Westens kehrte Mischa Mang in die Rolle des Curtis Jackson zurück.
2018 spielte er in Amstetten die Rolle des Dennis Dupree in Rock of Ages. Es das deutsche Metal-Debüt Album von „Kaisers Bart“ Quintessenz. Gleichfalls 2018 war er unter der Regie von Gil Mehmert in der Welturaufführung des Musicals „Wahnsinn!“ in der Rolle des Wolf zu sehen. In dieser Rolle ging er 2019 auf eine Deutschland Tour.
2020 erschien sein 4. Soloalbum Quantenwerkzwerg. Danach war er in der Rolle des Mephisto in der Welturaufführung Goethe bei den Bad Hersfelder Festspielen zu sehen, worauf eine Nominierung der Deutsche Musical Akademie erfolgte. 2021 erschien Revocatio als Remake von Provocatio. Bis in den Januar 2022 spielte Mischa Mang in der Rolle des Marcus an der Komödie Winterhuder Fährhaus Hamburg an der Seite von Beatrice Richter. 2022 spielte er in der Welturaufführung Matyr die Hauptrolle des Jörg Ratgeb.
2022 erfuhr das Musical Goethe eine Wiederaufnahme bei den Bad Hersfelder Festspielen. Auch Zu Hause bin ich Darling wurde auf einer Tournee im Winter 2022 wieder aufgeführt.

## Theater
- 2022–22: Zuhause bin ich Darling – Tournee (Rolle Marcus)
- 2022–22: Goethe – Wiederaufnahme (Rolle Mephisto)
- 2022–22: Matyr (Rolle Jörg Ratgeb)
- 2021–2022: Zuhause bin ich Darling (Rolle Marcus)
- 2020–2021: Goethe (Rolle Mephisto)
- 2019–2020: Wahnsinn Deutschland Tour (Rolle Wolf)
- 2019–19: Rock of Ages, Amstetten (Rolle Dennis Dupree)
- 2018–2019: Wahnsinn, Duisburg (Rolle Wolf)
- 2016–2017: Sister Act, Berlin (Rolle: Curtis)
- 2016–16: Jesus Christ Superstar, Schwäbisch Hall (Rolle: Judas)
- 2015–2017: Chess, Oper Chemnitz  (Rolle: Schiedsrichter)
- 2015–15: Jesus Christ Superstar, Zwingenberg (Rolle: Judas)
- 2013–2015: Sister Act, Oberhausen (Rolle: Erstbesetzung Curtis)
- 2012–2013: Sister Act, Stuttgart (Rolle: Walk in Cover Curtis & Joey)
- 2011–2012: Sister Act, Wien (Rolle: Erstbesetzung Curtis)
- 2010–2011: Sister Act, Wien (Rolle: Alternierend Curtis & Joey)
- 2010–2011: Jesus Christ Superstar, Tecklenburg (Rolle: Judas)
- 2010–2011: Jesus Christ Superstar, Wien (Rolle: Judas)
- 2010–2011: The Scarlet Pimpernel, Schwäbisch Gmünd (Rolle: Scarlet Pimpernel)
- 2009–2010: Phantasma, Saarbrücken (Rolle: Giorgio Phantasma)
- 2009–00: Jesus Christ Superstar, Thun (Schweiz) (Rolle: Judas)
- 2007–2008: Der Ring, Saarbrücken (Rolle: Alberich)
- 2007–2008: Christo, München (Rolle: Villefort)
- 2007–2008: Jekyll und Hyde, Saarbrücken (Rolle: Jekyll/Hyde)
- 2006–2008: We Will Rock You, Zürich (Rollen: Gölä, Khashoggi, Polo)
- 2005–2006: Jesus Christ Superstar, Jagsthausen (Rolle: Judas)
- 2005–2006: Hair, Leipzig (Rolle: Berger)
- 2004–2006: We Will Rock You, Köln (Rollen: Bob, Khashoggi, Dieter)
- 2003–2004: Aida (Rollen: Radames, Zoser, Pharao)
- 2003–2004: Sommernachtstraum (Rolle: Lysander)
- 2003–2004: Jesus Christ Superstar, Chemnitz (Rolle: Judas)
- 2003–2004: Jesus Christ Superstar, Eggenfelden (Rolle: Simon)
- 2001–00: Hedwig and the angry inch (Rolle: Hedwig)
- 2001–00: Jesus Christ Superstar (Rolle: Judas)
- 2000–00: Hair (Rolle: Claude)
- 1999–00: Freak Out (Rolle: Charles)
- 1998–00: Amphitryon (Rolle: Soslas)
- 1998–00: Jeppe vom Berge (Rolle: Jeppe)
- 1997–00: Rocky Horror Show (Rolle: Eddie)
- 1997–00: Lady be good (Rolle: Watty)
- 1995–00: Ödipus (Rolle: Botschafter)
- 1990–00: Hair, Glasgow (Rolle: Berger)

## Synchron
- 2020 The Christmas Chronicles 2 als Santa Claus -Gesang- (Kurt Russel)
- 2003 Rölli und die Elfen als Lakai -Gesang- (Peter Franzen)

## Diskografie (Musical-Solist)
- 1997 Rocky Horror Show
- 2001 Hair
- 2001 Jesus Christ Superstar
- 2009 Phantasma
- 2011 Jesus Christ Superstar
- 2018 Wahnsinn-Musical
- 2022 Goethe-Musical

## Diskografie (Ivanhoe)
- 2005: Walk in Mindfields
- 2008: Lifeline
- 2013: Systematrix

## Diskografie (Mang Solo)
- 2000: Mang
- 2006: Provocatio
- 2011: Endlich Kresse
- 2014: Elephantus
- 2020: Quantenwerk Zwerg
- 2021: Revocatio